# Bavayia
Bavayia is een geslacht van hagedissen die behoren tot de gekko's (Gekkota) en de familie Diplodactylidae.

## Naam en indeling
Er zijn twaalf soorten, de wetenschappelijke naam van de groep werd voor het eerst voorgesteld door Jean Roux in 1913. De geslachtsnaam Bavayia is een eerbetoon aan Arthur Bavay (1840-1923), een Franse herpetoloog die de fauna en flora van Nieuw-Caledonië bestudeerde. De hagedissen werden eerder aan andere geslachten toegekend, zoals Lepidodactylus, Peripia en Hemidactylus.

## Verspreiding en habitat
De soorten komen ten oosten van Australië endemisch voor in delen van Nieuw-Caledonië, inclusief de Loyaliteitseilanden. De habitat bestaat uit vochtige tropische en subtropische bossen, zowel in laaglanden als in bergstreken, vochtige en droge tropische en subtropische scrublands, droge tropische subtropische bossen, mangroves en rotsige omgevingen.

## Beschermingsstatus
Door de internationale natuurbeschermingsorganisatie IUCN is aan alle soorten een beschermingsstatus toegewezen. Een soort wordt beschouwd als 'kwetsbaar' (Vulnerable of VU), drie soorten als 'gevoelig' (Near Threatened of NT) en zes soorten als 'bedreigd' (Endangered of EN) en de soorten Bavayia exsuccida en Bavayia ornata ten slotte staan te boek als 'ernstig bedreigd' (Critically Endangered of CR).

## Soorten
Het geslacht omvat de volgende soorten, met de auteur en het verspreidingsgebied.
| Naam                 | Auteur                                         | Verspreidingsgebied                  |
| -------------------- | ---------------------------------------------- | ------------------------------------ |
| Bavayia crassicollis | Roux, 1913                                     | Nieuw-Caledonië, Loyaliteitseilanden |
| Bavayia cyclura      | Günther, 1872                                  | Nieuw-Caledonië, Loyaliteitseilanden |
| Bavayia exsuccida    | Bauer, Whitaker & Sadlier, 1998                | Nieuw-Caledonië                      |
| Bavayia geitaina     | Wright, Bauer & Sadlier, 2000                  | Nieuw-Caledonië                      |
| Bavayia goroensis    | Bauer, Jackman, Sadlier, Shea & Whitaker, 2008 | Nieuw-Caledonië                      |
| Bavayia montana      | Roux, 1913                                     | Nieuw-Caledonië                      |
| Bavayia nubila       | Bauer, Sadlier, Jackman & Shea, 2012           | Nieuw-Caledonië                      |
| Bavayia ornata       | Roux, 1913                                     | Nieuw-Caledonië                      |
| Bavayia pulchella    | Bauer, Whitaker & Sadlier, 1998                | Nieuw-Caledonië                      |
| Bavayia robusta      | Wright, Bauer & Sadlier, 2000                  | Nieuw-Caledonië                      |
| Bavayia sauvagii     | Boulenger, 1883                                | Nieuw-Caledonië, Loyaliteitseilanden |
| Bavayia septuiclavis | Sadlier, 1989                                  | Nieuw-Caledonië                      |